# 好-じょし-
『好-じょし-』は、坂口有望の1枚目のシングル。2017年7月26日にエピックレコードジャパンから発売された。メジャーデビューシングル。

## 解説
- ソニー・ミュージックショップで先着購入特典としてオリジナルA2ポスターが封入される。
- 「好-じょし-」は、大阪女学院高等学校での初恋の様子を曲にしたもの。

## 収録曲
全作詞・作曲∶坂口有望
1. 好-じょし-
2. 紺色の主張
3. 16さいのうた-Studio Live Ver.-